# HMS Hawke (1891)
La HMS Hawke fu un incrociatore protetto costruito nel 1891 per la Royal Navy britannica, come parte della Classe Edgar di incrociatori protetti di prima classe.

## Servizio

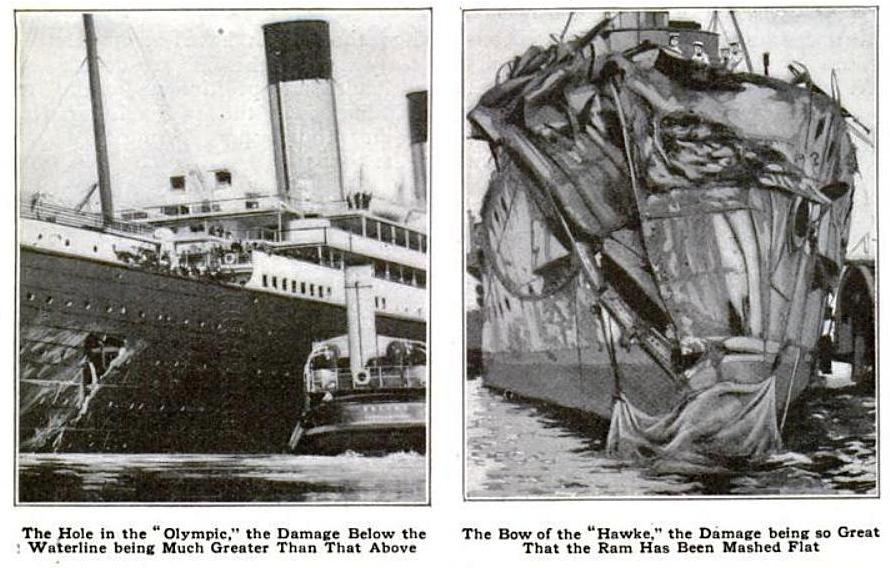
Le conseguenze dell'incidente tra l'Olympic e l'incrociatore Hawke. I danni maggiori li riportò proprio quest'ultimo.

Il 20 settembre 1911 nelle acque del Solent, l'incrociatore Hawke della Royal Navy speronò a dritta la RMS Olympic, alla partenza da Southampton dopo un pesante ritardo, causandole uno squarcio nella poppa, con conseguente danneggiamento di due compartimenti stagni e la perdita di una pala dell'elica. L'Olympic fu riparato nel bacino di carenaggio di Belfast, mentre i danni maggiori li riportò la Hawke che ebbe la prua completamente distrutta.
La nave prestò servizio durante la prima guerra mondiale e nel 1914 venne inquadrata nel 10th Cruiser Squadron, nella cosiddetta Northern Patrol che operava appunto sulle acque del Mare del Nord, dove il 15 ottobre 1914 venne silurato ed affondato dal sottomarino tedesco U9.

Il relitto è stato scoperto nell'agosto del 2024